# Municipio de Minnie (Dakota del Norte)
El municipio de Minnie (en inglés: Minnie Township) es un municipio ubicado en el condado de Grant en el estado estadounidense de Dakota del Norte. En el año 2010 tenía una población de 63 habitantes y una densidad poblacional de 0,7 personas por km².

## Geografía
El municipio de Minnie se encuentra ubicado en las coordenadas 46°24′54″N 101°51′37″O / 46.41500, -101.86028. Según la Oficina del Censo de los Estados Unidos, el municipio tiene una superficie total de 89.86 km², de la cual 89,86 km² corresponden a tierra firme y (0 %) 0 km² es agua.

## Demografía
Según el censo de 2010, había 63 personas residiendo en el municipio de Minnie. La densidad de población era de 0,7 hab./km². De los 63 habitantes, el municipio de Minnie estaba compuesto por el 98,41 % blancos, el 1,59 % eran amerindios. Del total de la población el 0 % eran hispanos o latinos de cualquier raza.